# Sudurău, Satu Mare
Sudurău este un sat în comuna Santău din județul Satu Mare, Transilvania, România.
Satul are o populație de 188 de locuitori, dintre care 50 români, 38 maghiari și 100 romi, fiind format doar din trei străzi ce se intersectează în centru. Prin sat trece DJ 195C, iar pe raza satului toate cele trei străzi au fost asfaltate în anul 2019. Istoria cunoscută a satului începe în 1215, anul primei atestări documentare. De-a lungul timpului satul a fost devastat și pustiit, dar mereu a fost repopulat ajungând în secolul al XIX-Lea la 736 de locuitori. De fapt, satul s-a format din iobagi care lucrau la moșia boierului Szodoro, moșie care apare pe harta Iosefină a Transilvaniei, de la care și provine numele satului. Comunitatea maghiară a fost privilegiată datorită boierului dar și românii care s-au așezat la capătul satului înspre moșie au avut posibilitatea de a-și construi case, primind de la boier și pământ în schimbul unor zile de muncă, și chiar o frumoasă biserică. În prezent satul este mic și îmbătrănit dar foarte liniștit. Din punct de vedere confesional locuitorii satului Sudurău se împart în credincioși ortodocși și reformați existând de asemenea două biserici una ortodoxă și alta reformată. Biserica ortodoxă a fost construită în perioada 1841-1901,iconostasul și baldachinul de pe masa altarului fiind aduse în 1910 de la biserica din Sanislău prin purtarea de grijă a domnului Silaghi care a donat un Minei foarte frumos pe luna Septembrie în anul 1910, și a domnului Păscuț care a donat și o Evanghelie în 1918. În actele anterioare anului 1948 parohia Sudurău apare sub denumirea de "Parohia greco-română Eriu-Sudurău". Pictura interioară a fost realizată în ulei în anul1902 și a fost restaurată în 1988 în timpul pastorației preotului Popa Ilie, care a realizat și o renovare exterioară a bisericii dar și a casei parohiale, lucrări ce au fost sfințite în 9 iulie 1988. Biserica are 4 clopote iar casa parohială a fost construită în 1928. Dintre preoții cei mai de seamă care au slujit aici trebuie menționați: Mihai Musta, Ioan Trufaș, Iosif Bilațiu, Cordiș Ioan, Ioan Foltiș, Albiciuc Ilie, Ghitaș Iosif, Ilie Popa, Marian Crainic, Ioan Șaitoș, Marcu Sorin, Boloș Vasile. Biserica Reformată a fost zidită în centrul satului în anul 1830 prin contribuția credincioșilor și cu implicarea boierului maghiar Szodoro, care fiind reformat s-a implicat activ în edificarea acestei biserici. Tavanul Bisericii este casetat, iar pe casetele albastre  sunt reprezentate stele aurii. La mijlocul tavanului se află o inscripție pictată în formâ ovală care amintește istoricul bisericii și faptul că aceasta este ridicată de către credincioși în anul 1830. Amvonul este construit sub formă de potir iar coroana amvonului descoperă spiritualitatea locală. Masa Domnului are formă circulară simbolizând infinitul, iar întreaga biserică este îmbrăcată în veșminte vișinii de catifea pe care sunt țesute texte din Biblie. Biserica are 2 clopote și a fost renovată și sfințită în 2015. În prezent  aici slujește preotul reformat din Santău oficiind slujbe în fiecare duminică. Un lucru demn de laudă este implicarea celor 33 de credincioși reformați în renovarea casei parohiale care se desfășoară până în prezent dar și a întreținerii împrejurimilor bisericii, în jurul căreia sunt plantate flori care împodobesc și colorează atât de frumos împrejurimile bisericii. Fiind un sat mic centrul de interes al tuturor îl reprezintă bisericile fapt pentru care au fost descrise mai amplu, înfrumusețând prin simplitatea lor satul și aceste mirifice ținuturi.